# KSR-5
Il KSR-5 (nome in codice NATO: AS-6 Kingfish) è un missile aria-superficie sviluppato e costruito in Unione Sovietica negli anni sessanta. Entrato in servizio nel decennio successivo, è stato ritirato dal servizio nei primissimi anni novanta.

## Storia

### Sviluppo
L'OKB Raduga iniziò a lavorare ad un nuovo missile antinave negli anni sessanta. Lo scopo era quello di soddisfare il requisito emesso dalla Voenno Morskoj Flot SSSR, riguardante un sistema d'arma supersonico in grado di sostituire gli AS-5 Kelt sui Tupolev Tu-16, aumentandone in tal modo le capacità di sopravvivenza.
La produzione di serie del nuovo missile venne intrapresa nel 1966, anche se fu implementato ufficialmente sui Tu-16 Badger solo nel 1970. Nel 1974, il sistema fu integrato anche sui più potenti Tupolev Tu-22M.

### Impiego operativo
In Occidente, il nuovo missile fu codificato dalla NATO come AS-6 Kingfish. Nonostante fosse stato implementato anche sui Backfire, il Kingfish fu impiegato solo sui Tu-16 (che erano in grado di trasportarne due). Impiegato in Unione Sovietica, ebbe anche un certo utilizzo con l'aviazione irachena.
Nel 1991, a causa del ritiro dei Tu-16, gli AS-6 stoccati nei magazzini furono convertiti in bersagli supersonici.

## Descrizione tecnica
L'AS-6 era in pratica la versione in scala ridotta dell'AS-4 Kitchen, di cui utilizzava diversi componenti comuni. Il missile aveva un peso al lancio compreso tra i 3.900 ed i 4.800 kg, con una lunghezza di 10-10,52 m, un diametro di 0,9 ed un'apertura alare di 2,5-2,61. La propulsione era assicurata da um motore a razzo a propellente solido a due stadi, in grado di assicurare fino a 700 km di autonomia alla velocità di 3.200-3.400 km/h.
La testata poteva essere di due tipi:
- convenzionale, del peso di 1.000 kg;
- nucleare, con una bomba atomica della potenza di 350 chilotoni del peso di 700 kg.

Ne furono realizzate diverse varianti:
- KSR-5/D-5: missile antinave a guida inerziale;
- KSR-5N/D-5N: missile antinave con guida radar attiva e profilo di volo a bassa quota;
- KSR-5NM: versione migliorata del KSR-5N;
- KSR-5M: versione con radar attivo customizzata per l'impiego contro bersagli con una bassa segnatura radar;
- KSR-5MV: versione del KSR-5M con sistema di guida inerziale (oltre a quello radar attivo);
- KSR-5P: missile antiradar, in produzione dal 1973;
- KSR-5PM: versione migliorata del KSR-5P[2].